# Lijst van Nederlandse rugbyclubs
Dit is een overzicht van alle Nederlandse rugbyclubs die in het heden of het verleden hebben deelgenomen aan de rugbycompetitie in Nederland.
Het overzicht is verdeeld in twee delen:
- rugbyclubs die in het heden deelnemen aan de rugbycompetitie
- rugbyclubs die in het verleden aan de rugbycompetitie deelnamen

## Rugbyclubs die in het heden deelnemen aan de rugbycompetitie
| Drenthe · Flevoland · Friesland · Gelderland · Groningen · Limburg · Noord-Brabant · Noord-Holland · Overijssel · Utrecht · Zeeland · Zuid-Holland top |

### Drenthe
- Rugbyclub The Big Stones, Havelte
- Rugbyclub Dwingeloo, Dwingeloo
- Rugbyclub Emmen, Emmen
- Rugbyclub the Black Panthers, Meppel

### Flevoland
- Rugbyclub Bull Dogs, Almere

- Rugbyclub Dronten, Dronten

### Friesland
- Rugbyclub Sneek, Sneek
- Rugbyclub Drachten, Drachten
- Rugbyclub Greate Pier, Leeuwarden
- Rugbyclub De Wrotters, Gorredijk
- Rugbyclub Feanster, Heerenveen

### Gelderland
- Rugbyclub de Scrumboks, Tiel
- NSRV Obelix, Nijmegen
- NRC The Wasps, Nijmegen
- Rugbyclub Betuwe, Bemmel
- Rugbyclub Wageningen, Wageningen
- ARC The Pigs, Arnhem
- ZRC De Duuvels, Zevenaar
- DRC The Wild Rovers, Doetinchem
- RFC The Rams, Apeldoorn

### Groningen
- Groninger Studenten Rugby Club, Groningen
- Rugby Club Groningen, Groningen
- DRC Phoenix, Delfzijl
- RC The Highlanders, Wehe-den Hoorn

### Limburg
- Rugbyclub Bokkerijders, Roermond
- Maastricht Maraboes Rugby Combinatie, Maastricht
- EVRC Wallaby’s, Venlo
- Maastrichtse Rugby Grieten, Maastricht
- Victorians Rugby Club, Heibloem

### Noord-Brabant
- Rugbyclub Roosendaal Commando Combinatie Bekaro, Roosendaal
- Bredase Rugby Club, Breda
- Cadetten Rugby Football Society, Breda, team van de Koninklijke Militaire Academie (KMA).
- Rugbyclub Etten-Leur, Etten-Leur
- Rugbyclub Tilburg, Tilburg
- Tilburgse Studenten Rugby Club Tarantula, Tilburg
- Rugby Football Club Oisterwijk Oysters, Oisterwijk
- Rugbyclub The Dukes, ’s-Hertogenbosch
- Rugby Club Ducks, Boxtel
- Rugbyclub Octopus, Uden
- Valkenwaardese rugbyclub The Vets, Valkenswaard
- Rugbyclub Eindhoven PSV, Eindhoven
- ESRC The Elephants, Eindhoven
- Rugbyclub Oldfants, Eindhoven
- O.R.C. Black Bulls, Stevensbeek

### Noord-Holland
- Amsterdamse studenten rugby vereniging Ascrum, Amsterdam
- Amsterdamse Atletiek club, Amsterdam
- RFC Haarlem, Haarlem
- Praetor URCA, Amsterdam
- Amstelveense Rugbyclub 1890, Amstelveen
- Houtsche RFC, Haarlem
- Rugbyclub the Lowlanders, Amsterdam
- Rugbyclub Waterland, Purmerend
- Rugby Club West-Friesland, Hoorn
- Schagens Rugbyclub Rush, Schagen
- Rugbyclub Den Helder, Den Helder
- Alkmaarse Rugby union Football Club, Alkmaar
- Castricumse Rugbyclub, Castricum
- Rugbyclub The Smugglers, Velserbroek
- Rugby Football Club Haarlem, Haarlem
- Rugby Club Hilversum, Hilversum
- Rugby Club 't Gooi, Naarden
- Rugby Club Haarlemmermeer Hawks, Haarlemmermeer
- Zaandijk Rugby, Zaandijk

### Overijssel
- Deventer rugbyclub The Pickwick Players, Deventer
- Enschede Rugbyclub '69, Enschede
- Eerste Hengelose Rugbyclub Dragons, Hengelo
- Rugbyclub Oldenzaal Harlequins, Oldenzaal
- Eerste Almelose Rugbyclub The Big Bulls, Almelo
- Rugbyclub Zwolle, Zwolle

### Utrecht
- Rugbyclub Nieuwegein, Nieuwegein
- Utrechtse Rugby Club, Utrecht
- Rugbyende Utrechtse Studenten, Utrecht
- Utrechtse Studenten Rugby Society, Utrecht
- Rugbyclub Spakenburg, Spakenburg
- Rugbyclub Eemland, Amersfoort
- Rugbyclub The Pink Panthers, Driebergen
- Stichtsche Rugby Football Club, Bilthoven
- Veterinaire Studenten Rugby Club, Utrecht.

### Zeeland
- Eerste Zeeuwse Rugbyclub Oemoemenoe, Middelburg
- Goese Rugbyclub Tovaal, Goes

### Zuid-Holland
- Rugbyclub The Bassets, Sassenheim
- British School in the Netherlands, Voorschoten
- Leidse Rugbyclub DIOK, Leiden
- Leidsch Studenten Rugby Gezelschap, Leiden
- Westlandse Rugbyclub Havestate, Den Haag
- Rugby Football Club Te Werve, Den Haag
- Haagsche Rugby Club, Den Haag
- Voorburgse Rugby Club, Leidschendam-Voorburg
- Rugbyclub Delft, Delft
- Delftsche Studenten Rugby-Club, Delft
- Studenten Rugby Club Thor, Delft
- Rugby Football Club Gouda, Gouda
- Rugbyclub Sparta, Capelle a/d IJssel
- Rotterdamse Rugby Club, Rotterdam
- Rotterdamse Studenten Rugby Club, Rotterdam
- Rotterdam Pitbulls, Rotterdam
- Rugbyclub The Hookers, Hoek van Holland
- Dordtsche Rugby Club, Dordrecht
- SVRC, Delft,
- Voorburgse Rugby Club, Voorburg,
- Eerste Flakkeese Rugby Club Eilanders, Middelharnis
- Rugby Club Alphen, Alphen aan den Rijn

## Rugbyclubs die in het verleden deelnamen aan de rugbycompetitie

### Drenthe
- Sportclub the Pioneers, Assen[1]

### Flevoland
- Rugbyclub de Zuiderzeevogels, Lelystad, kwam in ieder geval tot 1990 uit in competitieverband.
- Rugbyclub Lelystad, Lelystad[2]
- Dronten Dynamites, voormalig studententeam van de HAS Dronten, tegenwoordig CAH Vilentum Hogeschool

### Friesland
- Eerste Rugbyclub Bolsward, Bolsward, opgeheven in 1989 wegens spelerstekort.[3]
- Us Doarp Is Ryk Oan Sport (Udiros), Oudehorne en Nieuwehorne.[4]
- Rugbyclub Sneek, Sneek[5]

### Gelderland
- Rugbyclub The Stone Lions, Lichtenvoorde, opgeheven in 2003 wegens spelerstekort.[6]
- Rugbyclub Didam, Didam, opgeheven in 1988
- Poco loco, Arnhem, betreft studententeam van Hogeschool Larenstein dat tot 2007 incidenteel wedstrijden speelde.
- Nestorix, Wageningen/Nijmegen, betreft veteranenteam van spelers afkomstig van Rugbyclub Wageningen en NSRV Obelix.
- Veeteranen, Wageningen, veteranenteam dat met Nestorix wedstrijden speelt.

### Groningen
- Veendamse Rugbyclub Roppendally, Veendam[5]
- G.S.V. Be Quick, Groningen, opgegaan in Rugbyclub Groningen.[7]
- Groninger Studenten Rugby Club Forward, opgeheven medio 1919 wegens spelerstekort.[8]
- Groninger Studenten Rugby Vereniging De Bokkerijders, Groningen, betreft team van oud-studenten van GSRC dat niet in competitieverband uit komt[9]

### Limburg
- Knights Rugbyclub Nederland, Brunssum, betreft legerteam van de lokale legerbasis. dat incidenteel deelneemt aan de rugbycompetitie.[10]
- Eerste Geleense Rugbyclub Fortuna ‘77, Geleen, opgeheven in 1987 wegens spelerstekort.[11]
- Rugbyclub de Leeuwen, Weert[12]
- Eerste Maastrichtse Rugbyclub, Maastricht, komt tegenwoordig uit als Maastricht Maraboes Rugby Combinatie.[13]
- Eerste Limburgse rugbyclub Grasshoppers, Beek, neemt sinds 2003 niet meer deel aan de rugbycompetitie wegens spelerstekort.[14]
- Rugbyclub Bartok Born, Born, opgeheven in 1995 wegens spelerstekort.[15]
- Maastrichtse studenten rugby gezelschap De Maraboes, Maastricht, komt tegenwoordig uit als Maastricht Maraboes Rugby Combinatie.[13]
- Rugbyclub Graauwaert, Montfort, opgegaan in Roermondse Rugby and Footballclub en midden jaren 90 opgegaan in Rugbyclub de Bokkerijders.[16]
- Rugbyclub De Beren, Stramproy, opgeheven in 1987 wegens spelers tekort.[17]
- Sittardia, Sittard[18]
- Heerlen Rugby, Heerlen, opgeheven in 1991 wegens spelerstekort.[19]

### Noord-Brabant
- Helmond 800, Helmond, opgericht op 21 augustus 1978 en ter ziele gegaan in 1995[20]
- Roosendaal Corps Commando’s, Roosendaal, overgegaan in Rugbyclub Bekaro.[21]
- Rugbyclub Buuldozers, Budel, opgeheven in 2001 wegens spelers tekort.[22]
- D.O.R.C., Dongen, opgeheven in 2008 wegens spelerstekort.
- Rugbyclub de Centaur, Roosendaal, opgegaan in Rugbyclub Bekaro.[23]

### Noord Holland
- MTS Haarlem
- HC Kinheim, Haarlem, opgegaan in Rugby footballclub Haarlem.[24]
- Heemstede boys combinatie, Heemstede, opgegaan in Rugby Footballclub Haarlem.[24]
- Koninklijke HFC, Haarlem, in 1883 overgegaan op voetbalspel
- De Nieuwe Combinatie (DNC), Diemen, opgeheven in 2007 wegens spelerstekort.[25]
- Amsterdamsche Rugby Voetbal Club, Amsterdam, opgeheven.[26]
- Amsterdam Lowlanders rugbyclub, Amsterdam, homo en hetero-vriendelijk team, onderdeel van de Amstelveense Rugby Club.
- Rugbyclub de Kannibalen, Castricum, opgericht in 1967. In 1968 van naam veranderd in Castricumse Rugbyclub.[27]
- Estec Rugby Football Club, Noordwijk, bedrijfsteam European Space Research and Technology Centre dat niet meer in de competitie uitkomt.[28]
- Nieuwer-Amstelsche Football club (NFC), Amstelveen, naam veranderd in Amstelveense rugbyclub.[29]
- Officieren en Adelborsten rugby Club, Den Helder.[30]
- RC '35, voormalige Amsterdamse vereniging.[31]
- Meevaart-Vuurtoren, later opgegaan in De Nieuwe Combinatie[25]

### Overijssel
- Door techniek overwinnen, Enschede, naam verandert in E.R.C.'69.[32]
- Rugbyclub Drienerlo-Tex, Enschede, opgegaan in DTO.[33]
- R.C. Oldenzaal, Oldenzaal, opgeheven vanwege gebrek aan spelers.
- Zwolse Boys, opgegaan in Rugbyclub Zwolle
- Deventer Agricultural Rugby Team, Deventer, DART speelt incidenteel wedstrijden

### Utrecht
- Utrechtse Rugby Club
- Rugbyclub de Batouwen, Culemborg
- Rugbyclub Leerdam, Leerdam
- Sport vereniging Mariniers Doorn, Doorn, overgegaan in Rugbyclub The Pink Panthers.
- Rugby Club Nijenrode, Breukelen, betreft studententeam van Nyenrode Business Universiteit dat tegenwoordig enkel nog uitkomst in de Jonghe Honden competitie.

### Zeeland
- Rugby Petanque club DOW, Terneuzen, bedrijfsteam DOW Chemical dat periodiek nog in de Vlaamse rugbycompetitie uitkomt.[34]
- Rugbyclub Blue Diamonds, Terneuzen

### Zuid Holland
- Harlequints SRC, Leiden
- Drechtstreek Rugby union football club.
- Klein maar dapper, Wateringen, opgegaan in Westlandse rugbyclub Havestate.[35]
- Wateringse Rugbyclub, Wateringen, opgegaan in Westlandse rugbyclub Havestate.[36]
- Studenten rugbyclub Minerva, Leiden, opgegaan in Leidsch Studenten Rugby Gezelschap.[37]
- Emma Islanders, Dorddrecht overgegaan in Rugbyclub Reeland.
- Rugbyclub Reeland, Dorddrecht, overgegaan in SC Emma Rugby.
- SC Emma Rugby, Dorddrecht overgegaan in Dortsche rugby club.
- Old Tigers, Delft, betreft oud-studenten van DSR-C die niet meer in competitieverband spelen.